# 源義隆
源 義隆（みなもと の よしたか）は、平安時代末期に活躍した河内源氏に属する武士であり、清和源氏の一流をなす。系譜上は源義家の六男に位置づけられるが、七男とする異説も見られる。清和天皇を祖とする皇胤にあたり、同天皇の八代後裔にあたる。
森冠者、陸奥冠者、陸奥六郎あるいは陸奥七郎などの通称で称された。子には、長男・毛利義広、次男・高松定隆、三男・若槻頼隆がいる。

## 生涯
源義家の子息の中で最も長命であったとされ、晩年には一族の長老として篤く敬われた。所領としては、相模国愛甲郡毛利庄（現・神奈川県厚木市北部および愛甲郡愛川町）を領有していたことが確認される。
平治元年（1160年）に勃発した平治の乱においては、源氏の棟梁であり甥にあたる源為義の嫡男・義朝に従軍した。『平治物語』の記述によれば、戦局不利となった義朝一行が東国へ退避する途上、比叡山の竜華越において落人狩りを行っていた横川の悪僧集団と遭遇したという。その際、義隆は義朝の次男・朝長とともに義朝の身代わりとなって応戦し、矢に当たり戦死したと伝えられる。義朝は義隆の首級が敵手に渡ることを避けるため、自らの手で滋賀県大津市の堅田の湖に沈めたとされる。
官職については、確実な史料による裏付けは確認されていない。無位無官であったとする見解がある一方で、宮内少輔・従五位下に叙任されたとする説も存在する。また、位階については六位とする説があり、一部文献には信濃守に任じられた旨が記されている。この任官は、平治の乱に際して藤原信頼が行った私的な除目によるものであった可能性が高く、藤原信頼が後に逆臣とされた結果、公式記録には反映されなかったと考えられる。

## 系譜
源姓毛利氏家系図
清和天皇 - 貞純親王 - 源経基 - 満仲 - 頼信 - 頼義 - 義家 - 義隆 - 義広 - 義昭 - 義輝 - 輝広 - 広繁 - 広秀 - 広清 - 広明 - 広縄 - 広隆 - 広包 - 広盛 - 広義 - 広豊 - 広尚 - 頼説 - 頼容 - 広直 - 義由 - 頼忠 - 広吉 - 広居 - 広賢 - 広貫 --- 